# Менешть (комуна, Димбовіца)
Менешть, Менешті (рум. Mănești) — комуна у повіті Димбовіца в Румунії. До складу комуни входять такі села (дані про населення за 2002 рік):
- Дрегеєшть-Пеминтень (2094 особи)
- Дрегеєшть-Унгурень (1205 осіб)
- Менешть (1370 осіб)

Комуна розташована на відстані 86 км на північний захід від Бухареста, 14 км на захід від Тирговіште, 136 км на північний схід від Крайови, 80 км на південь від Брашова.

## Населення
За даними перепису населення 2002 року у комуні проживали 4669 осіб.
Національний склад населення комуни:
| Національність | Кількість осіб | Відсоток |
| -------------- | -------------- | -------- |
| румуни         | 4511           | 96,6%    |
| цигани         | 157            | 3,4%     |
| німці          | 1              | < 0,1%   |

Рідною мовою назвали:
| Мова      | Кількість осіб | Відсоток |
| --------- | -------------- | -------- |
| румунська | 4665           | 99,9%    |
| циганська | 3              | 0,1%     |
| угорська  | 1              | < 0,1%   |

Склад населення комуни за віросповіданням:
| Релігія                                       | Кількість осіб | Відсоток |
| --------------------------------------------- | -------------- | -------- |
| православні                                   | 4134           | 88,5%    |
| п'ятдесятники                                 | 412            | 8,8%     |
| адвентисти                                    | 73             | 1,6%     |
| бретрени                                      | 46             | 1,0%     |
| греко-католики                                | 3              | 0,1%     |
| лютерани (Синодально-пресвітеріанська церква) | 1              | < 0,1%   |

## Зовнішні посилання
- Дані про комуну Менешть на сайті Ghidul Primăriilor [Архівовано 7 серпня 2011 у Wayback Machine.]